# Prva liga Federacije Bosne i Hercegovine 2000-2001
La Prva nogometna liga Federacije Bosne i Hercegovine 2000-2001 (abbreviata in Prva liga FBiH 2000-2001) è stata la prima edizione del massimo campionato di calcio della Federazione BiH, seconda divisione della Bosnia ed Erzegovina.

## Contesto storico
La Federazione bosniaca si accordò con la Federazione calcistica dell'Erzeg-Bosna per l'unificazione dei propri campionati. Le prime undici classificate della Prva liga NS BiH 1999-2000 e 9 della Prva liga Herceg-Bosne 1999-2000 andarono a formare la Premijer Liga 2000-2001, mentre la federazione della Repubblica Srpska non aderì e organizzò i propri tornei non riconosciuti dalla UEFA.
Per la nuova seconda divisione unita, chiamata Prva liga FBiH, 11 squadre vennero dai campionati dei Bosgnacchi e 7 da quelli dell'Erzeg-Bosnia.

## Squadre partecipanti
| Squadra              | Città              | Stadio                    | Capienza | Stagione 1999-00                   |
| -------------------- | ------------------ | ------------------------- | -------- | ---------------------------------- |
| NK Bosna             | Visoko             | Luke                      | 2 200    | 12º in Prva liga NS BiH            |
| NK TOŠK              | Tešanj             | Luke                      | 7 000    | 13º in Prva liga NS BiH            |
| FK Radnički 1921     | Lukavac            | Jošik                     | 3 000    | 14º in Prva liga NS BiH            |
| OFK Gradina          | Srebrenik          | Gradski stadion           | 5 000    | 15º in Prva liga NS BiH            |
| FK Drina Crni Vukovi | Vukovije, Kalesija | ???                       | ???      | 16º in Prva liga NS BiH            |
| NK Podgrmeč          | Sanski Most        | Gradski stadion           | 2 000    | 3º in Prva "B" liga NS BiH         |
| FK Igman             | Konjic             | Gradski stadion           | 5 000    | 4º in Prva "B" liga NS BiH         |
| FK Vrbanjuša         | Sarajevo           | Koševo (campo B)          | 1 000    | 5º in Prva "B" liga NS BiH         |
| NK Fruti             | Čelić              | SRC Mehmedalija Muratović | 1 000    | ???                                |
| FK Famos             | Hrasnica, Ilidža   | Famos                     | 1 500    | ???                                |
| NK Ključ             | Ključ              | Pod Lubicom               | 600      | ???                                |
| NK GOŠK              | Gabela             | Perica Pero Pavlović      | 3 000    | 10º in Prva liga Herceg-Bosne      |
| NK Vitez             | Vitez              | Gradski stadion           | 3 000    | 11º in Prva liga Herceg-Bosne      |
| NK Žepče             | Žepče              | Gradski Stadion           | 3 000    | 12º in Prva liga Herceg-Bosne      |
| NK Redarstvenik      | Mostar             | ???                       | ???      | 13º in Prva liga Herceg-Bosne      |
| HNK Stolac           | Stolac             | Zagrad                    | 1 000    | 14º in Prva liga Herceg-Bosne      |
| NK Odžak 102         | Odžak              | ???                       | ???      | 1º in Druga liga Herceg-Bosne Nord |
| HNK Grude            | Grude              | Elić Luka                 | 2 000    | 1º in Druga liga Herceg-Bosne Sud  |

## Classifica
|  | Pos. | Squadra             | Pt   | G  | V  | N | P  | GF | GS | DR  |
|  | ---- | ------------------- | ---- | -- | -- | - | -- | -- | -- | --- |
|  | 1.   | Grude               | 72   | 32 | 23 | 3 | 6  | 52 | 18 | +34 |
|  | 2.   | Bosna Visoko        | 68   | 32 | 21 | 5 | 6  | 69 | 24 | +45 |
|  | 3.   | Radnički Lukavac    | 65   | 32 | 20 | 5 | 7  | 59 | 28 | +31 |
|  | 4.   | Stolac              | 62   | 32 | 19 | 5 | 8  | 51 | 32 | +19 |
|  | 5.   | NK Vitez            | 53   | 32 | 16 | 5 | 11 | 50 | 18 | +32 |
|  | 6.   | Čelić Fruti         | 53   | 32 | 15 | 8 | 9  | 52 | 35 | +17 |
|  | 7.   | Žepče               | 52   | 32 | 16 | 4 | 12 | 72 | 43 | +29 |
|  | 8.   | TOŠK Tešanj         | 49   | 32 | 14 | 7 | 11 | 41 | 39 | +2  |
|  | 9.   | Famos Hrasnica      | 44   | 32 | 12 | 8 | 12 | 46 | 40 | +6  |
|  | 10.  | Podgrmeč            | 40   | 32 | 11 | 7 | 14 | 45 | 36 | +9  |
|  | 11.  | Vrbanjuša Sarajevo  | 36   | 32 | 11 | 3 | 18 | 29 | 53 | -24 |
|  | 12.  | Odžak 102           | 34   | 32 | 10 | 4 | 18 | 31 | 59 | -28 |
|  | 13.  | GOŠK Gabela         | 33   | 32 | 9  | 6 | 17 | 34 | 65 | -31 |
|  | 14.  | Ključ               | 30   | 32 | 7  | 9 | 16 | 24 | 57 | -33 |
|  | 15.  | Redarstvenik Mostar | 28   | 32 | 7  | 7 | 18 | 31 | 60 | -29 |
|  | 16.  | Igman Konjic        | 27   | 32 | 7  | 6 | 19 | 38 | 62 | -24 |
|  | 17.  | Gradina Srebrenik   | 25   | 32 | 7  | 4 | 21 | 24 | 73 | -49 |
|  | 18.  | Drina Crni Vukovi   | rit. | 15 | 2  | 3 | 10 | 12 | 38 | -26 |

Legenda:
      Promosso in Premijer Liga 2000-2001.
      Retrocesso in Druga liga FBiH.
      Escluso dal campionato.
Regolamento:
Tre punti a vittoria, uno a pareggio, zero a sconfitta.